# مدن الصفيح

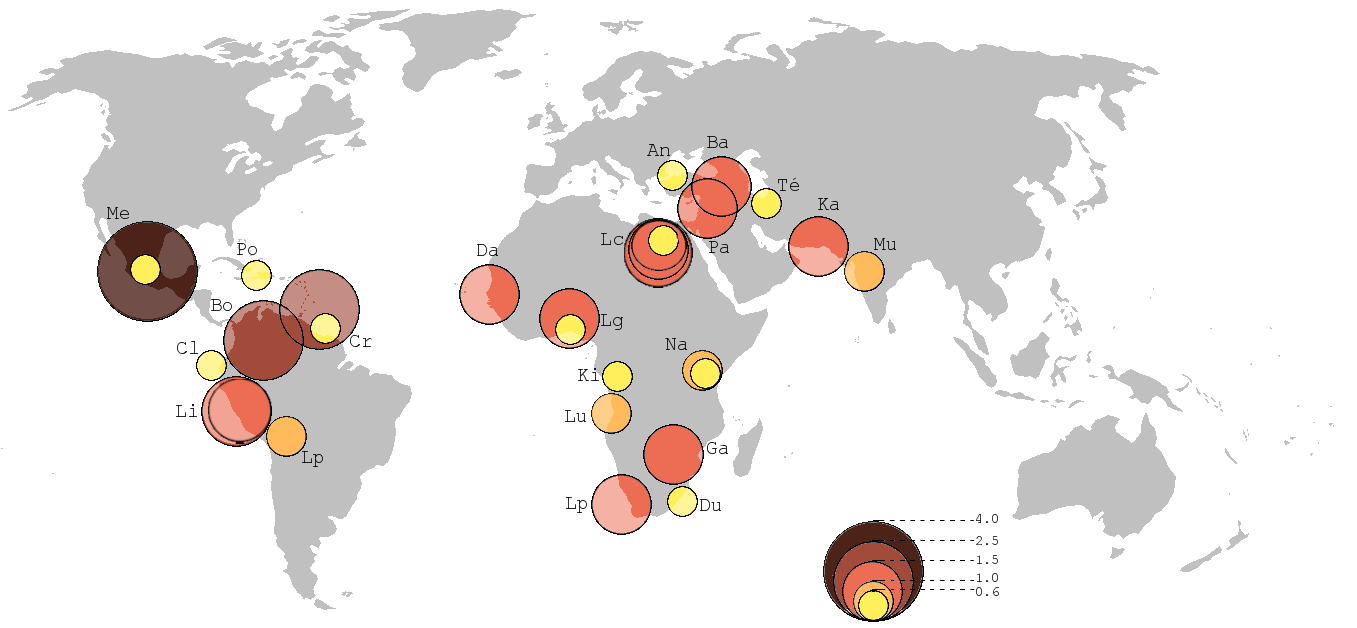
مواقع أهم مدن الصفيح في العالم.

مدن الصفيح أو الصَّرائف هي المناطق العشوائية التي بنيت من بقايا مواد خام من صفيح أو خشب رقائقي أو بلاستيك أو غيرها.
تتمثل ظاهرة نشوء المناطق العشوائية في قيام شريحة من المجتمع بأخذ المبادرة وحل مشكلاتها الإسكانية بمفردها خارج نطاق الجهات المختصة وبعيداً عن نفوذها أو تدخلها ويتم ذلك بإمكانيتها المادية والثقافية المحدودة مما ينتج عن ذلك بيئة عمرانية غير مقبولة من كافة النواحي حيث ينقصها الكثير من القيم والمبادئ المعمارية والبيئية والتخطيطية السليمة. غالبا ما تفتقر إلى المرافق الصحية المناسبة والكهرباء والهاتف.